# 溪吻鰕虎魚
溪吻鰕虎魚（学名：Rhinogobius duospilus），又名溪櫛鰕虎魚，伍氏吻鰕虎魚等，为鰕虎魚科吻鰕虎魚屬的鱼类。分布于中國廣東（東江，西江，北江，珠江，漠陽江，漸江水系）和海南，香港新界水系，越南（曾於1998年在廣寧省和於1999年在北越的Lo River流域發現）。本種的模式產地為香港新界。

## 扩展阅读
維基物種上的相關：溪吻鰕虎魚